# Трудовая дискриминация
Трудовая дискриминация, или дискриминации в области занятости, дискриминация в сфере труда, включает в себя дискриминацию при найме, продвижении по службе, определении заработной платы, распределении служебных обязанностей и т. д.
В неё входит дискриминация при трудоустройстве, в первую очередь неприём соискателя на работу из-за причин, которые не относятся к деловым качествам, прямо влияющим на выполнение трудовых обязанностей по вакансии — знания, навыки, опыт. Помимо прямых ограничений сюда относится выражение любых предпочтений работодателя и наделение привилегиями групп соискателей на основе неделовых качеств.
В странах, где принято определение зарплаты в индивидуальном порядке, на основе договора с работодателем, трудовая дискриминация может принимать форму различия в заработной плате за одинаковый труд
Трудовая дискриминация запрещена во многих странах мира. В случае запрета дискриминация принимает скрытые, изменённые формы, проявляясь, например, в виде дискриминации по возрасту или травли определённых групп работников. К тому же работники запреты могут быть неэффективны, работники могут не противодействовать ей.
Как и любая дискриминация, дискриминация в сфере труда может быть намеренной и ненамеренной, основанной на предрассудках или невежестве.

## Защищённые категории лиц
В законодательстве может быть прописан запрет на дискриминацию, в частности, по следующим признакам:
- раса и цвет кожи,
- этническая и национальная принадлежность,
- пол,
- возраст,
- беременность,
- религиозные убеждения,
- политические убеждения,
- проблемы со здоровьем или инвалидность,
- сексуальная ориентация и гендерная идентичность,
- семейное положение.

Некоторые законы запрещают дискриминацию определённых защищённых социальных групп. Сюда включены дискриминация и преследование, основанные на факте принадлежности к определённому социальному или экономическому классу, по массе тела и росту, по происхождению.

## Последствия дискриминации
В своей книге «Экономика дискриминации» (англ. The Economics of Discrimination) нобелевский лауреат Гэри Беккер утверждает, что рынок наказывает предприятия, допускающие дискриминацию.
Прибыльность дискриминирующего предприятия падает прямо пропорционально тому, насколько часто работодатель опирается на предрассудки, вместо того, чтобы оценить работника по достоинству. Предпочтение менее выдающегося работника более выдающемуся влечёт за собой потери, пропорциональные разнице профессиональных характеристик. Клиенты, которые предвзято относятся к конкретным категориям работников, в среднем платят больше за полученные услуги.
В случае отсутствия поддержки со стороны государства, дискриминирующие предприятия теряют прибыль и долю рынка в пользу предприятий, не допускающих дискриминации.
Существует также оценка, по которой, хотя дискриминация по личным предпочтениям менеджеров сокращает прибыль, дискриминация с целью соответствовать предпочтениям клиентов может быть прибыльной.

## В праве стран СНГ
Дискриминация в сфере труда запрещается статьёй 3 Трудового кодекса РФ, статьёй 25 закона «О занятости населения в Российской Федерации». Помимо общей ответственности за дискриминацию (статья 5.62.), с 2013 года установлена административная ответственность за распространение информации о свободных рабочих местах или вакантных должностях, содержащей ограничения дискриминационного характера (статья 13.11.1 КоАП РФ).
Дискриминацию также запрещают статья 2.1. КЗоТ Украины, статья 14 Трудового кодекса Республики Беларусь, статья 6 ТК Республики Казахстан, статья 9 ТК Кыргызской Республики, статья 6 ТК Республики Узбекистан.